# Ulmer Abiturientengruppe
Als Ulmer Abiturientengruppe oder Ulmer Schülergruppe werden mehrere Personen aus dem Umfeld einer Jahrgangsstufe am humanistischen Gymnasium Ulm bezeichnet, die Kontakt zu Mitgliedern der Weißen Rose hatten. Namentlich sind das Heinz Brenner, Heinrich Guter, Walter Hetzel,  Hans Hirzel, Susanne Hirzel und Franz Josef Müller. Die Gruppe war nicht formell organisiert, weshalb es auch keine formelle Mitgliedschaft gab.

## Situation am humanistischen  Gymnasium
Bis auf Susanne Hirzel, waren alle Genannten Schüler derselben Jahrgangsstufe am humanistischen Gymnasium Ulm, dem heutigen Humboldt-Gymnasium Ulm. In der Stufe gab es elf Ulmer Schüler (sowie drei aus dem Umland, die laut Brenner aber außerhalb der Schulzeit nicht erreichbar waren und deshalb nicht in Erscheinung traten). Neben den fünf Schülern Brenner, Guter, Hetzel, Hirzel und Müller, die dem Nationalsozialismus gegenüber kritisch eingestellt waren, galten fünf als indifferent und einer als Sympathisant. Das Lehrpersonal zu Beginn des Dritten Reichs wird als „konservativ-nationalistisch“, aber naziresistent eingeschätzt. Später traten mehr Lehrer in die NSDAP ein. Zwei Lehrer der Jahrgangsstufe galten als vom Nationalsozialismus Überzeugte. Nach Angaben von Hetzel hat deren Strenge und Ideologie die christlich geprägte Antihaltung der fünf kritischen Schüler verstärkt.

## Verbindungen zur Weißen Rose
- Susanne Hirzel (1921–2012) war in der Bund-Deutscher-Mädel-Gruppe, die von Inge Scholl (1917–1998) geleitet wurde, und lernte so später auch Sophie Scholl (1921–1943) kennen. Im Mai 1940 begannen Susanne Hirzel und Sophie Scholl eine Ausbildung am evangelischen Kindergärtnerinnen-Seminar in Ulm-Söflingen. 1941 ging Hirzel nach Stuttgart, Scholl nach Krauchenwies bei Sigmaringen.
- Walter Hetzel (1924–2021) tippte die Schriften von Clemens August Graf von Galen gegen die Ermordung von Kranken auf eine Matrize. Heinz Brenner (1924–2008) vervielfältigte und verteilte sie ab Herbst 1941 hauptsächlich in Stuttgarter Briefkästen; Exemplare erreichten aber auch die Familie Scholl. Hans Scholl (1918–1943) soll von den Aktionen und den Schriften elektrisiert gewesen sein. Sie werden als ein Grund gesehen, warum Hans Scholl in den Widerstand ging.
- Ende 1942 besuchte Sophie Scholl Susanne Hirzel in Stuttgart und bat sie, im Widerstand aktiv zu werden.
- 1942 lernte Hans Hirzel Hans Scholl kennen.
- Sophie Scholl brachte das fünfte Flugblatt der Weißen Rose im Rucksack nach Ulm. In der Martin-Luther-Kirche falteten, adressierten und frankierten Franz J. Müller (1924–2015) und Hans Hirzel (1924–2006) 1.000 Exemplare des fünften Flugblatts der Weißen Rose.
- Ende Januar 1943 warf Susanne Hirzel auf Bitten ihres Bruders das versandfertig kuvertierte fünfte Flugblatt der „Weißen Rose“ in Stuttgart in verschiedene Postbriefkästen. Heinrich Guter (1925–2015) wusste von der Aktion, brachte sie aber nicht zur Anzeige.
- Am 17. Februar 1943 wurde Hans Hirzel von der Gestapo verhaftet, verhört und wieder freigelassen. Er versuchte, die Geschwister Scholl in München zu warnen. Am nächsten Tag wurden sie beim  Verteilen des sechsten Flugblatts in der Universität vom Hausschlosser gestellt und der Gestapo übergeben.
- Die Gestapo fand Hetzels Namen in Sophie Scholls Adressbuch.

## Prozess und Urteile
Am 19. April 1943 fand der zweite Weiße-Rose-Prozess statt. Zu den 14 Angeklagten zählten vier Mitglieder der Ulmer Abiturientengruppe: Hans und Susanne Hirzel, Franz Müller und Heinrich Guter.
Hans Hirzel und Franz Müller bekamen fünf Jahre Haft für die Verschickung der Flugblätter. Heiner Guter bekam 18 Monate Haft, weil er die Flugblattverschickung nicht angezeigt hatte. Susanne Hirzel bekam 6 Monate Haft, weil sie ohne Kenntnis des Inhalts die Flugblätter verteilt hatte.
Roland Freisler sagte im Prozess: 

„Dem Volksgerichtshof fällt auf, daß aus einer Schulklasse drei Schüler (auch Heinrich Guter) in dieser Sache erscheinen und noch weitere erwähnt wurden! Da muß etwas nicht stimmen, was am Geiste dieser Klasse liegt und was der Senat nicht allein diesen Jungen zur Last legen kann. Man schämt sich, daß es eine solche Klasse eines deutschen humanistischen Gymnasiums gibt!“

Die Urteile werden als eher milde angesehen. Eine von mehreren Erklärungen ist das jugendliche Alter der Ulmer.

## Gedenken und Erforschung
Die Ulmer Abiturientengruppe wird in der Ulmer DenkStätte Weiße Rose porträtiert. Auch das Dokumentationszentrum Oberer Kuhberg in Ulm widmet sich der Vermittlung und Dokumentation dieses Themas.